# Gotthard Heinrici
Gotthardt Heinrici (Gumbinnen, 25 december 1886 – Endersbach, 13 december 1971) was een Duitse Generaloberst (kolonel-generaal) in de Heer tijdens de Tweede Wereldoorlog.

## Levensloop

### Persoonlijk leven
Heinrici was de zoon van de lutherse predikant Paul Heinrici en Gisela Rauchhaupt, die uit een geslacht van militairen stamde. Heinrici was een neef van generaal Gerd von Rundstedt. Hij was getrouwd met Gertrude Heinrici, die volgens de rassenwetten van Neurenberg als half-Jodin gold. De Heinricis hadden een zoon (Hartmut) en een dochter (Gisela).
Heinrici was een religieus man. Hij ging geregeld naar de kerk. Zijn geloof maakte hem echter niet bepaald populair in de nazihiërarchie, en hij stond op slechte voet met rijksmaarschalk Hermann Göring en Hitler. Dit was mede vanwege het feit dat hij geen lid wilde worden van de nazipartij.

### Vroege militaire carrière
Al sinds de 12e eeuw dienden leden van de familie Rauchhaupt in het leger. Gotthard Heinrici zette deze traditie voort door op 8 maart 1905 lid te worden van het 95e Infanterieregiment. Hij was toen 19 jaar oud. Tijdens de Eerste Wereldoorlog vocht Heinrici mee aan zowel het oost- als het westfront. Hij kreeg hiervoor meerdere onderscheidingen, waaronder het Gewondeninsigne 1918, het IJzeren Kruis Ie Klasse, de Hertog Carl Eduard-Medaille met de Zwaarden en het Carl Eduard-Oorlogskruis. Heinrici nam deel aan de Slag bij Tannenberg. Hij werd slachtoffer van gifgas, maar overleefde dit.

### Tweede Wereldoorlog
Ook in de Tweede Wereldoorlog diende Heinrici in het Duitse leger. Net als in de Eerste Wereldoorlog was hij actief op beide fronten. Hij bouwde een reputatie op als een van de meest succesvolle defensiespecialisten van de Duitse landmacht.
Tijdens de Blitzkrieg in de Slag om Frankrijk was Heinrici’s legereenheid onderdeel van Kolonel-generaal (Generaloberst) Wilhelm Ritter von Leebs Heeresgruppe C. Hij had het bevel over het XIIe legerkorps, dat deel uitmaakte van het 1e Leger. Heinrici slaagde erin om op 14 juni 1940 door de Maginotlinie te breken. In 1941, tijdens Operatie Barbarossa, diende Heinrici in de Panzergruppe 2 onder Heinz Guderian. Hij kreeg als generaal van het XXXXIIIe legerkorps het Ridderkruis van het IJzeren Kruis.
Op 26 januari 1942 kreeg Heinrici het bevel over het 4e leger. Deze eenheid was van cruciaal belang voor de Duitse verdedigingslinie in de richting van Moskou. Het 4e leger hield onder Heinrici’s bevel tien weken stand tegen het Rode Leger (Sovjet-Unie), dat 530.000 man verloor tegenover 'maar' 35.000 verliezen (waarvan 10.000 gesneuveld of vermist) voor het vierde leger. Heinrici’s troepen waren soms zwaar in de minderheid. Tijdens deze periode ontwikkelde Heinrici een van zijn bekendste tactieken: als hij wist dat een Russische aanval aanstaande was liet hij zijn troepen zich terugtrekken op een achterwaarts gelegen linie, zodat ze niet werden getroffen door het Russische artilleriespervuur. Daarna liet hij ze meteen weer oprukken naar de oorspronkelijke linie om het aanvallende leger tegen te houden.
Eind 1943 werd Heinrici op bevel van Göring overgeplaatst naar een herstellingsoord. Zogenaamd omdat hij in slechte gezondheid zou verkeren, maar in werkelijkheid als straf omdat hij had geweigerd Smolensk plat te branden als onderdeel van de tactiek van de verschroeide aarde. Tijdens de Tweede Wereldoorlog nam hij tweemaal een tweemaandelijks verlof. Eerst van 6 juni tot 13 juli 1942, en later van 1 juni tot 31 juli 1943. Een van deze verlofperiodes was mogelijk omdat hij hepatitis zou hebben opgelopen.
In de zomer van 1944, na acht maanden gedwongen rust, werd Heinrici naar Hongarije gestuurd en kreeg het bevel over het 1ste Pantserleger en het Hongaarse eerste leger. Op 3 maart 1945 kreeg Heinrici het Ridderkruis van het IJzeren Kruis met Eikenloof, Zwaarden.
Op 20 maart 1945 verving Adolf Hitler Heinrich Himmler door Heinrici als commandant van de Heeresgruppe Weichsel aan het oostfront. Vanuit deze positie had Heinrici het bevel over twee legers: het 3e Pantserleger geleid door generaal Hasso von Manteuffel en het 9e Leger geleid door generaal Theodor Busse. Heinrici moest voorkomen dat het Rode Leger de Oder zou oversteken. Hij had echter te lijden onder tekort aan soldaten en materialen, en het feit dat Hitler dacht dat het Rode Leger Berlijn niet aan zou vallen. In werkelijkheid waren de Russen onder bevel van de maarschalken Zjoekov en Konev snel opgetrokken naar het westen. Tevens naderden de Britse en Amerikaanse legers Berlijn vanuit het westen.
Op 15 april ontmoette Heinrici architect Albert Speer en Generalleutnant Helmuth Reymann om met hen de tactiek van de verschroeide aarde te bespreken. Speer en Heinrici waren beide tegen het gebruik van deze tactiek. Hoewel Reymann weigerde om met Speer samen te werken, beloofde hij Heinrici te informeren alvorens deze tactiek te gebruiken.
Op 16 april begon de eerste fase van de Slag om Berlijn. Al snel werd duidelijk dat de Heeresgruppe Weichsel het Rode Leger niet kon tegenhouden. Heinrici gaf zijn soldaten eind april dan ook het bevel zich terug te trekken uit Wollin. Dit terwijl Hitler had aangegeven dat er geen bevel tot terugtrekking mocht worden gegeven zonder zijn persoonlijke toestemming.
Op 28 april zag de Duitse veldmaarschalk Wilhelm Keitel hoe de soldaten zich terugtrokken naar het noorden, in plaats van juist naar Berlijn te gaan. Ze hoopten een doorbraak van het Rode Leger in Neubrandenburg te voorkomen. Heinrici had echter met dit bevel de orders van Keitel en diens rechterhand, generaal Alfred Jodl, geschonden. Keitel ging woedend op zoek naar Heinrici, vond hem vlak bij Neubrandenburg, en beschuldigde Heinrici van insubordinatie, lafhartigheid, verraad en sabotage. Hij onthief Heinrici uit zijn functie als commandant.
Heinrici trok zich hierop terug naar Plön, waar hij zich op 28 mei 1945 overgaf aan het Britse leger.

### Na de oorlog
Na gevangen te zijn genomen door de Britten, werd Heinrici opgesloten in Island Farm, waar hij bleef tot aan zijn vrijlating op 19 mei 1948. Hij werd tussentijds drie weken overgeplaatst naar een kamp in de Verenigde Staten.
Na de oorlog werden Heinrici’s dagboeken en brieven verzameld in een boek getiteld getiteld Morals and behaviour here are like those in the Thirty Years’ War. The First Year of the German-Soviet War as Shown in the Papers of Gnl. Gotthard Heinrici. Hij werd ook prominent behandeld in The Last Battle (1966) door Cornelius Ryan.

## Militaire loopbaan
- Fahnenjunker: 8 maart 1905[3][13]
- Fahnenjunker-Unteroffizier: 19 juli 1905[6][3]
- Fähnrich: 19 december 1905[6][3]
- Leutnant: 18 augustus 1906[6][3] (RDA 8 maart 1905)[13]
- Oberleutnant: 17 februari 1914[6][3][13]
- Hauptmann: 18 juni 1915[6][3][13]
- Major: 1 februari 1926[6][3][14]
- Oberstleutnant: 1 augustus 1930[6][3][14]
- Oberst: 1 maart 1933[6][3][14]
- Generalmajor: 1 januari 1936[6][3]
- Generalleutnant: 1 maart 1938[6][3][14]
- General der Infanterie: 1 juni 1940[15][3] - 20 april 1940[14]
- Generaloberst: 30 januari 1943[3][6] (RDA 1 januari 1943)[15][16]
- Gepensioneerd: 29 april 1945[17][6]

Zie voor meer informatie over Duitse rangen eventueel ook het artikel Duitse militaire rang in de Tweede Wereldoorlog

## Decoraties
- Ridderkruis van het IJzeren Kruis (nr.510) op 18 september 1941 als General der Infanterie en bevelvoerend-generaal van het 43e Legerkorps / 2e Leger / Heeresgruppe Mitte[18][19][20][17][3][14]
- Ridderkruis van het IJzeren Kruis met Eikenloof (nr.333) op 24 november 1943 als Generaloberst en Opperbevelhebber van het 4e Leger / Heeresgruppe Mitte[18][19][21][17][3][16]
- Ridderkruis van het IJzeren Kruis met Eikenloof en Zwaarden (nr.136) op 3 maart 1945 als Generaloberst en Opperbevelhebber van het 1e Pantserleger[18][19][22][17][3]
- Ridderkruis in de Huisorde van Hohenzollern met Zwaarden op 9 augustus 1918[23][3]
- IJzeren Kruis 1914, 1e Klasse[13] (24 juli 1915) en 2e Klasse[13] (27 september 1914)[23][24][3]
- Herhalingsgesp bij IJzeren Kruis 1939, 1e Klasse (16 juni 1940) en 2e Klasse (13 mei 1940)[18][25][3]
- Carl Eduard-Oorlogskruis[23][3]
- Ridderkruis in de Orde van de Witte Valk in zilver met Zwaarden[23][3]
- Ridderkruis in de Saksisch-Ernestijnse Huisorde met Zwaarden[23][3]
- Kruis voor Militaire Verdienste (Oostenrijk-Hongarije), 3e Klasse met Oorlogsdecoratie[23][3]
- Vorstelijk Reussisch Ereteken, 3e Klasse met Zwaarden[23][3]
- Vorstelijk Schwarzburgs Erekruis, 3e Klasse met Zwaarden[23][3]
- Hij werd twee maal genoemd in het Wehrmachtsbericht. Dat gebeurde op:
- 23 november 1943[26]
- 8 oktober 1944[27]